# Hyperchirioides prosti
Hyperchirioides prosti är en fjärilsart som beskrevs av Pierre Claude Rougeot 1978. Hyperchirioides prosti ingår i släktet Hyperchirioides och familjen påfågelsspinnare. Inga underarter finns listade i Catalogue of Life.